# Kavous Seyed-Emami
Kavous Seyed-Emami (* 24. Dezember 1953; † 8. Februar 2018) war ein iranisch-kanadischer Universitätsprofessor der Soziologie und Umweltschützer. Seyed-Emami leitete die Persian Wildlife Heritage Foundation.
Im Februar 2018 erklärte die iranische Justiz, dass er sich während der Haft im Teheraner Evin-Gefängnis aufgrund der Beweise gegen ihn in einem Spionagefall selbst getötet habe.

## Leben
Seyed-Emami war ein Iraner mit westlicher Bildung. Nach der iranischen Revolution kehrte er in den Iran zurück und kämpfte im Krieg gegen den Irak. Er war einer der Gründer der Persian Wildlife Heritage Foundation, einer öffentlichen Non-Profit-Organisation, die sich für den Schutz der iranischen Tierwelt und der Förderung von Naturschutzprojekten einsetzt. Die Organisation setzt sich für den Schutz von bedrohten Arten wie den persischen Leoparden oder den asiatischen Geparden ein, von dem noch maximal 50 Tiere leben – alle im Iran.
Kavous Seyed-Emami hatte jahrzehntelang an Teherans Imam-Sadegh-Universität Soziologie gelehrt.

## Verhaftung
Kavous Seyed-Emami wurde am 24. Januar 2018 verhaftet. Berichten zufolge wurden mindestens sieben Personen gleichzeitig mit Seyed-Emami verhaftet, darunter Morad Tahbaz, der die iranische und US-amerikanische Staatsangehörigkeit besitzt, und die renommierte Biologin Niloufar Bayani.
Das Centre for Human Rights in Iran, eine in New York ansässige Lobbygruppe, erklärte, dass die iranischen Behörden ihre Angriffe auf Iraner mit doppelter Staatsangehörigkeit im Iran verstärkt hätten.
Der Generalstaatsanwalt des Iran, Abbas Jafari-Dolatabadi, sagte, dass die iranischen Behörden Leute verhaftet hätten, die geheime Informationen „unter dem Deckmantel wissenschaftlicher und ökologischer Projekte“ gesammelt hätten. Er gab außerdem an, Seyed-Emami hätte seine Straftaten in der Haft eingeräumt.

## Tod
Seyed-Emamis Frau, Maryam, wurde am 9. Februar vorgeladen und man zeigte ihr den Körper ihres Mannes in einer Zelle hängend.
Teherans Staatsanwalt Abbas Jafari-Dolatabadi behauptete: „Er war einer der Angeklagten in einem Spionagefall und beging unglücklicherweise Selbstmord im Gefängnis, aufgrund seiner eigenen Geständnisse und da er wusste, dass viele andere in ihren Geständnissen gegen ihn ausgesagt hatten.“
Seine Familie und seine Kollegen bezweifelten den Wahrheitsgehalt der Aussagen der Regierung, es handele sich um Selbstmord. „Sie sagen, er habe Suizid begangen. Ich kann es noch immer nicht glauben“, schrieb sein Sohn, der bekannte Sänger Ramin Seyed-Emami, auf Instagram.
Die iranischen Behörden teilten mit, dass Seyed-Emami gestanden habe, Spionage betrieben zu haben. Alaeddin Boroujerdi, Vorsitzender des parlamentarischen Ausschusses für nationale Sicherheit und Außenpolitik, sagte, dass einige Abgeordnete Video-Überwachungsbilder gesehen hätten, die zeigten, wie Seyed-Emami sein Hemd auszieht und sich auf den Suizid vorbereitet. Boroujerdi sagte, dass die Familie von Seyed-Emami dies ebenfalls akzeptiert habe und nicht um eine Autopsie gebeten habe.
Menschenrechtsgruppen forderten eine unabhängige Untersuchung.
Die Nachricht vom Tod von Seyed-Emami kam, nachdem die iranischen Behörden bekannt gegeben hatten, dass zwei Iraner, die kürzlich während einer Welle von Protesten gegen die Regierung festgenommen wurden, sich im Gefängnis selbst das Leben genommen hatten.
Auch die Iranische Gesellschaft für Soziologie stellte die offizielle Darstellung seines Todes in Frage.
Am 13. Februar wurde Seyed-Emami in einem Dorf nördlich von Teheran begraben, ohne dass zuvor eine unabhängige Autopsie durchgeführt wurde und nachdem seine Familie unter den Druck der Revolutionsgarde geraten war, die offizielle Version der Ereignisse zu akzeptieren.

## Werke (Auswahl)
- Shiìsm and development in post-revolutionary Iran. University of Oregon, Eugene 1991, OCLC 24944915 (Dissertation).
- Review of The Lion and the Gazelle. The Mammals and Birds of Iran. In: Iranian Studies. Band 35, Nr. 4, 2002, ISSN 0021-0862, S. 424–426, JSTOR:4311482.
- Naeemeh Naeemaei, Paul Semonin: Dreams before extinction. Perceval Press, Santa Monica, CA 2013, ISBN 978-0-9895616-3-1 (englisch, persisch, Vorwort).
- mit Sheyda Ashayeri: National Parks in Iran and the Evolution of People‒Park Relationships. In: Iranian Studies. Band 49, Nr. 6, 7. Dezember 2016, S. 1079–1097, doi:10.1080/00210862.2016.1241581.